# 川又一英
川又 一英（かわまた かずひで、1944年12月3日 - 2004年10月16日）は、日本の小説家、美術研究家。東京都出身。早稲田大学文学部ロシア文学科卒業。聖名はシメオン。
熱心な正教会の信者として知られ、西洋美術史に造詣が深く、ロシアを中心とした評論および日本を題材とした場合は人物伝を残した。日本正教会、ギリシャ正教会、ロシア正教会などのイコンを含む教会文化についての著作も多い。2004年10月16日、肺癌のため死去、埋葬式は10月18日、日本ハリストス正教会のニコライ堂（東京復活大聖堂）で執り行われた。（『エチオピアのキリスト教思索の旅』214ページ「川又一英の略歴と主な著書」参照）

## 著書
- 『ゴッホ』　文研出版〈文研の伝記〉、1977年
- 『さすらいびとの唄 - インドの大地と放浪者たち』　音楽之友社、1979年
- 『われら生涯の決意 - 大主教ニコライと山下りん』　新潮社、1981年

『ニコライの塔 - 大主教ニコライと聖像画家山下りん』　中公文庫、1992年
- 『ヒゲのウヰスキー誕生す』　新潮社、1982年　のち新潮文庫、1985年
- 『大正十五年の聖バレンタイン - 日本でチョコレートをつくったV.F.モロゾフ物語』　PHP研究所、1984年
- 『バッカス気分で地球放浪』　新潮社、1987年
- 『聖山アトス ビザンチンの誘惑』　新潮選書、1989年
- 『コスモポリタン物語 since 1926』　コスモポリタン製菓、1990年
- 『ビザンティン歴史美術紀行』　音楽之友社〈音楽選書〉、1993年
- 『ルイ・アームストロング 少年院のラッパ吹き』　メディアファクトリー、1993年
- 『甦るイコン ロシアを映し出す鏡』　五柳書院、1995年 ISBN 978-4906010714
- 『イヴァン雷帝 - ロシアという謎』　新潮選書、1999年 ISBN 978-4106005664
- 『ビザンティン・ロシア思索の旅』　山川出版社、2002年 ISBN 978-4634647800
- 『エーゲ海の修道士 - 聖山アトスに生きる』　集英社、2002年 ISBN 978-4087812015
- 『麻布中学と江原素六』　新潮新書、2003年 ISBN 978-4106100321
- 『イコンの道-ビザンティンからロシアへ』　東京書籍、2004年 ISBN 978-4487798971
- 『エチオピアのキリスト教―思索の旅』　山川出版社、2005年 ISBN 978-4634640184